# Francis Stuart
Henry Francis Montgomery Stuart (Townsville, 29 aprile 1902 – Contea di Clare, 2 febbraio 2000) è stato uno scrittore, giornalista e saggista irlandese.
Henry Stuart ha ricevuto uno dei più alti riconoscimenti artistici in Irlanda, essendo stato eletto Saoi di Aosdána, prima della sua morte nel 2000. I suoi anni nella Germania nazista portarono a molte controversie. Nel 1972 fu candidato al premio Nobel per la letteratura.

## Biografia
Francis Stuart è nato a Townsville, Queensland, Australia il 29 aprile 1902, figlio di genitori protestanti irlandesi, Henry Irwin Stuart ed Elizabeth Barbara Isabel Montgomery. Suo padre era un alcolizzato e si suicidò quando Stuart era ancora un bambino. La madre, rimasta vedova, tornò con suo figlio in Irlanda. Trascorse l'infanzia tra la sua casa in Irlanda e la Rugby School in Inghilterra.
Nel 1920, all'età di 17 anni, divenne cattolico e sposò Iseult Gonne, la figlia dell'attrice Maud Gonne. Il padre di Iseult Gonne era il politico francese di destra Lucien Millevoye, con il quale Maud Gonne aveva avuto una relazione tra il 1887 e il 1899. A causa della sua complessa situazione familiare, Iseult veniva spesso spacciata per la nipote di Maud Gonne nei circoli conservatori irlandesi. Iseult è cresciuta a Parigi e Londra. W. B. Yeats le aveva fatto una proposta di matrimonio nel 1917, dopo averla già fatta alla madre di questa, giacché all'epoca Yeats aveva 50 anni e Iseult 20. Iseult aveva avuto anche una breve relazione con Ezra Pound prima di incontrare Stuart. Pound e Stuart credevano entrambi nel primato dell'artista sulle masse e successivamente si avvicinarono al fascismo; Stuart alla Germania nazista e Pound all’Italia fascista.
Gonne e Stuart ebbero una figlia, che tuttavia morì durante l'infanzia. Per riprendersi da questa tragedia, viaggiarono per un po' in Europa, ma tornarono in Irlanda allo scoppio della guerra civile irlandese. La coppia è stata coinvolta in questa lotta dalla parte anti-Trattato dell'Esercito repubblicano irlandese (IRA). Stuart è stato coinvolto nel traffico di armi ed è stato internato dopo un raid fallito.
Dopo la fondazione dello Stato libero irlandese, Stuart partecipò alla vita letteraria di Dublino e scrisse poesie e romanzi. I suoi romanzi ebbero successo e la sua scrittura fu pubblicamente sostenuta da Yeats. Yeats, tuttavia, sembrava aver provato sentimenti contrastanti per Stuart che, dopo tutto, era sposato con una donna che considerava quasi come una figlia e, addirittura, come una possibile moglie.
Stuart e Gonne ebbero tre figli, una figlia Dolores che morì di tre mesi, un figlio Ian e una figlia Katherine. Ian Stuart divenne poi un artista e fu sposato per un certo periodo con la scultrice Imogen Stuart e successivamente con l'artista e designer di gioielli di formazione berlinese Anna Stuart, che incontrò per la prima volta nel 1970. Ian ebbe a sua volta tre figli, ovvero l'imprenditore alimentare Laragh, la fotografa Suki e la scultrice Sophia.
Il tempo trascorso da Stuart con Gonne non fu un periodo particolarmente felice; dai resoconti forniti nei suoi romanzi apparentemente autobiografici, sia lui che sua moglie lottarono con demoni personali e la loro angoscia interna danneggiò il loro matrimonio. Nelle sue lettere all'amico Yeats, la madre di Iseult Gonne, Maud Gonne, descrisse Francis Stuart come un uomo violento emotivamente, finanziariamente e fisicamente nei confronti di Iseult.
Durante gli anni '30, Stuart fece amicizia con l'agente dell'intelligence tedesca (Abwehr) Helmut Clissmann e sua moglie irlandese Elizabeth. Clissmann lavorava per il Servizio tedesco di scambio accademico e la Deutsche Akademie (DA). Stuart portò avanti scambi accademici tra l'Irlanda e il Terzo Reich, creando collegamenti che avrebbero potuto essere di beneficio per l'Abwehr. Clissmann era anche un rappresentante della Auslandorganisation (AO), ovvero l'organizzazione straniera del partito nazista nell'Irlanda prebellica.
Stuart era anche amico del capo della legazione tedesca a Dublino, il dottor Eduard Hempel. Nel 1938 Stuart cercò una via d'uscita dal suo matrimonio e dal provincialismo della vita in Irlanda. Iseult favorì l'organizzazione di un viaggio di Stuart in Germania per tenere una serie di conferenze accademiche insieme al procuratore distrettuale. Stuart si recò in Germania nell'aprile del 1939 e fu ospitato dal professor Walter F. Schirmer, il membro più anziano della facoltà di inglese del DA e dell'Università di Berlino. Visitò Monaco, Amburgo, Bonn e Colonia. Terminate le conferenze, accettò un incarico come docente di letteratura inglese e irlandese presso l'Università di Berlino a partire dal 1940. A quel tempo, secondo le leggi di Norimberga, il sistema accademico tedesco aveva escluso gli ebrei.
Tra il marzo 1942 e il gennaio 1944 Stuart lavorò anche come parte della squadra Redaktion-Irland (a volte chiamata anche Irland-Redaktion), leggendo trasmissioni radiofoniche contenenti propaganda nazista ascoltate in Irlanda. Prima di decidere di accettare questo lavoro ne discusse con Frank Ryan e concordarono che non si sarebbero dovute fare dichiarazioni antisemite o antisovietiche. Fu escluso dal team della Redaktion-Irland nel gennaio 1944 perché si opponeva al materiale antisovietico che gli era stato presentato dai suoi supervisori. Il suo passaporto gli fu ritirato dalla Gestapo dopo questo evento.
Nelle sue trasmissioni radiofoniche parlava spesso con ammirazione di Hitler ed esprimeva la speranza che la Germania aiutasse a unire l'Irlanda. Dopo la guerra sostenne di non essere stato attratto dalla Germania dal sostegno al nazismo, ma di essere affascinato dalla Germania in tempo di guerra come spettacolo oscuro del grottesco e come celebrazione della distruzione.
Nel 1945 Stuart decise di tornare in Irlanda con un'ex studentessa, Gertrude Meissner: non furono in grado di farlo e furono arrestati e detenuti dalle truppe alleate. Dopo il rilascio, Stuart e Meissner vissero in Germania, poi in Francia e in Inghilterra. Si sposarono nel 1954 dopo la morte di Iseult, e nel 1958 tornarono a stabilirsi in Irlanda. Nel 1971 Stuart pubblicò la sua opera più conosciuta, Black List Sezione H, un romanzo autobiografico che documentava la sua vita con una nauseante sensibilità alla complessità e all'ambiguità morale.
Nel 1996 Stuart fu eletto Saoi di Aosdána. Questo rappresenta un grande onore nel mondo dell'arte irlandese e l'influente poetessa di lingua irlandese Máire Mhac an tSaoi si oppose fortemente a questo riconoscimento, ricordando le azioni di Stuart durante la guerra e sostenendo che questi aveva opinioni antisemite. Anche l'editorialista dell'Irish Times Kevin Myers attaccò Stuart definendolo un simpatizzante nazista; Stuart fece causa per diffamazione e il caso fu risolto in via stragiudiziale.
Per alcuni anni prima della sua morte ha vissuto nella contea di Clare con la sua compagna Fionuala, e nella contea di Wicklow con il figlio Ian e la nuora Anna in una casa fuori dal villaggio di Laragh. Stuart è morto per cause naturali il 2 febbraio 2000 all'età di 97 anni nella contea di Clare.

## Opere

### Romanzi e raccolte di poesie
- We Have Kept the Faith (1923)
- Women and God (1931)
- Pigeon Irish (1932)
- The Coloured Dome (1932)
- Try the Sky (1933)
- Glory (1933)
- Things to Live For: Notes for an Autobiography (1934)
- In Search of Love (1935)
- The Angels of Pity (1935)
- The White Hare (1936)
- The Bridge (1937)
- Julie (1938)
- The Great Squire (1939)
- Der Fall Casement (1940)
- The Pillar of Cloud (1948)
- Redemption (1949)
- The Flowering Cross (1950)
- Good Friday's Daughter (1952)
- The Chariot (1953)
- The Pilgrimage (1955)
- Victors and Vanquished (1958)
- Angels of Providence (1959)
- Black List Section H (1971)
- Memorial (1973)
- A Hole in the Head (1977)
- The High Consistory (1981)
- We Have Kept the Faith: New and Selected Poems (1982)
- States of Mind (1984)
- Faillandia (1985)
- The Abandoned Snail Shell (1987)
- Night Pilot (1988)
- A Compendium of Lovers (1990)
- Arrow of Anguish (1995)
- King David Dances (1996)

### Saggi
- Nationality and Culture (1924)
- Mystics and Mysticism (1929)
- Racing for Pleasure and Profit in Ireland and Elsewhere (1937)

### Opere teatrali
- Men Crowd me Round (1933)
- Glory (1936)
- Strange Guests (1940)
- Flynn's Last Dive (1962)
- Who Fears to Speak (1970)